# Longitarsus pratensis
Longitarsus pratensis är en skalbaggsart som först beskrevs av Georg Wolfgang Franz Panzer 1794.  Longitarsus pratensis ingår i släktet Longitarsus och familjen bladbaggar. Arten är reproducerande i Sverige. Inga underarter finns listade i Catalogue of Life.

## Bildgalleri

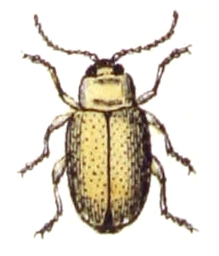